# Monarki (Storbritannien)
Det Forenede Kongerige Storbritannien og Nordirlands monarki (normalt omtalt som enten det britiske eller engelske monarki) er navnet på den konstitutionelt monarkiske styreform, som findes i Det Forenede Kongerige, og i de britiske oversøiske territorier og kronbesiddelserne. Den nuværende monark, Charles III, har regeret siden den 8. september 2022. Han selv og hans familie varetager en række officielle, ceremonielle og repræsentative pligter. Som konstitutionel monark, er kongens handlinger begrænset til ikke-partipolitiske funktioner, såsom at adle borgere, udnævne premierministeren og udskrive valg. Selvom den faktiske regeringsmagt udøves af Hans Majestæts regering, sker dette på kongens vegne og i hans navn. 
Den britiske monark har også formel position som den højeste leder af Den engelske kirke, samt er statsoverhoved for Commonwealth of Nations og statsoverhoved i 14 andre kongeriger. De er:
- Antigua og Barbuda
- Australien
- Bahamas
- Belize
- Canada
- Grenada
- Jamaica
- New Zealand
- Papua Ny Guinea
- Saint Kitts og Nevis
- Saint Lucia
- Saint Vincent og Grenadinerne
- Salomonøerne
- Tuvalu

## Tronarving
Tronfølgen er senest ændret den 26. marts 2015, da Succession to the Crown Act 2013 trådte i kraft. 
William, prins af Wales, ældste søn af Charles III, blev tronarving i 2022. Hans titler er prins af Wales, hertug af Cornwall og greve af Chester i England, og hertug af Rothesay og greve af Carrick i Skotland.